# Regeringen Jonathan Motzfeldt II
Regeringen Jonathan Motzfeldt II var Grønlands anden regering som sad fra 2. maj 1983 til 17. juni 1984. Regeringen var en mindretalsregering med 6 landsstyremedlemmer fra Siumut.

## Regeringsdannelse
Ved valget til Inatsisartut i 1983 mistede Siumut sit absolutte flertal. Siumut og Atassut havde hver 12 pladser i Inatsisartut, mens Inuit Ataqatigiit (IA) var kommet ind for første gang med 2 pladser. Siumut forhandlede sig frem til aftale med IA, hvorefter IA til gengæld for at støtte en Siumut-regering fik række udvalgsposter og pladser i råd og styrelser.

## Regeringen
Landsstyret bestod af disse 6 medlemmer:
| Ressortområde                                           | Minister | Minister           | Tiltrådt posten | Forlod posten | Parti  |
| ------------------------------------------------------- | -------- | ------------------ | --------------- | ------------- | ------ |
| Landsstyreformand                                       |          | Jonathan Motzfeldt | 2. maj 1983     | 17. juni 1984 | Siumut |
| Landsstyremedlem for Økonomi, Budgetter og Boligområdet |          | Moses Olsen        | 2. maj 1983     | 17. juni 1984 | Siumut |
| Landsstyremedlem for Fiskeri, Handel og Industri        |          | Lars Emil Johansen | 2. maj 1983     | 17. juni 1984 | Siumut |
| Landsstyremedlem for Socialområdet                      |          | Agnethe Davidsen   | 2. maj 1983     | 17. juni 1984 | Siumut |
| Landsstyremedlem for Bygder og Yderdistrikter           |          | Hendrik Nielsen    | 2. maj 1983     | 17. juni 1984 | Siumut |
| Landsstyremedlem for Kultur og Undervisning             |          | Stephen Heilmann   | 2. maj 1983     | 17. juni 1984 | Siumut |